# Elise Thorsnes
Elise Thorsnes (ur. 14 sierpnia 1988 w Leikanger) – norweska piłkarka, grająca na pozycji napastnika w klubie Vålerenga, wielokrotna reprezentantka Norwegii.

## Kariera piłkarska

### Kariera klubowa
Swoją karierę zawodową rozpoczęła w drużynie Kaupanger, skąd w 2006 przeniosła się do Arna-Bjørnar. W latach 2009–2012 występowała w Røa, a potem została zawodniczką Stabæk. Na początku 2015 dołączyła do Avaldsnes, a po dwóch latach w październiku 2017 wyjechała za ocean, gdzie następnie broniła barw klubów Canberra United i Utah Royals. W listopadzie 2018 podpisała kontrakt z LSK Kvinner. W 2019 roku udała się do Canberra United jako gościnna zawodniczka sezonu, a po zakończeniu tam wróciła do swojego byłego klubu Avaldsnes. 18 grudnia 2020 roku podpisała nowy kontrakt z Vålerenga.

### Kariera reprezentacyjna
10 maja 2006 roku po raz pierwszy zagrała w seniorskiej kadrze narodowej w wygranym 3:0 meczu kwalifikacyjnym do mistrzostw świata z Serbią i Czarnogórą. Wcześniej broniła barw juniorskich i młodzieżowych reprezentacji Norwegii. Występowała na wielu turniejach finałowych mistrzostw Europy i świata. 

## Sukcesy i odznaczenia

### Sukcesy klubowe
Røa
- mistrz Norwegii: 2009, 2011
- zdobywca Pucharu Norwegii: 2009, 2010

Stabæk
- mistrz Norwegii: 2013
- zdobywca Pucharu Norwegii: 2013

Avaldsnes
- zdobywca Pucharu Norwegii: 2017

LSK Kvinner
- mistrz Norwegii: 2019
- zdobywca Pucharu Norwegii: 2019

Vålerenga
- mistrz Norwegii: 2023
- zdobywca Pucharu Norwegii: 2021

### Sukcesy indywidualne
- królowa strzelców mistrzostw Norwegii: 2006 (19 goli), 2013 (19 goli), 2022 (19 goli)
- nominowana na listę Gullklokka: 2009